# Niels af Halland
Niels Valdemarsen, greve af Halland, Nikolaus, (død 1218) var greve af Halland fra 1216 til sin død i 1218. Han var søn af kong Valdemar 2. af Danmark med en ukendt elskerinde. I 1217 giftede Niels sig med Oda af Schwerin, en datter af Gunzelin I, greve af Schwerin.